# Francesca Bicetti de Buttinoni
Francesca Bicetti de’ Buttinoni (Treviglio, 14 luglio 1712 – Milano, 27 novembre 1788) è stata una poetessa italiana.

## Biografia
Figlia di Giuseppe Bicetti de’ Buttinoni e Laura Gambaloita, entrambi di famiglie patrizie. Il 6 marzo 1745 sposa Giuseppe Maria Imbonati, conte di Cassina Amata, Cassina Nuova e Dorgano, con cui ha 8 figli di cui 7 femmine e di cui rimane vedova nel 1768.

## Attività letteraria
“Valorosa poetessa” così descritta dal notaio Carlo Casati  di Treviglio.
Riceve lezioni dal canonico Barizaldi  e studia latino con il fratello Gianmaria. Dimostra presto la sua inclinazione per la poesia italiana incoraggiata dal fratello Gianmaria e per seguire tale inclinazione successivamente nel 1740 si trasferisce appositamente a Milano dove prosegue gli studi letterari ed  inizia a frequentare la cerchia dei più colti poeti dell’epoca raggiungendo fama di  fine letterata tanto da meritare l’iscrizione in diversi ruoli dalle Accademie del tempo: gli Affidati di Pavia, i Filodossi di Milano. Fu anche in corrispondenza con Giuseppe Baretti. Nel 1742 le viene riconosciuto un seggio tra le Pastorelle Arcadi di Roma quindi conosciuta come Filocara. 
Nel 1743 partecipa alla rifondazione dell’Accademia dei Trasformati ad opera di Giuseppe Maria Imbonati  nella propria abitazione di via Tommaso Marino a Milano e nel  1745, all’età di 31 anni, lo sposa nonostante questi sia già cinquantaseienne.  
L’Accademia dei Trasformati conserva non pochi componimenti di Lei e tra gli altri una “Lezione sul problema se più giovi all’avanzamento delle lettere il soggiorno della città o della villa. Sono presenti  molte sue rime nelle diverse raccolte di quel tempo; "lo stile piano e condito di singolare dolcezza; anzi questa ne costituisce il suo particolare carattere"
Compone anche in dialetto bergamasco e alcuni suoi sonetti sono nella rara antologia di Domenico Balestrieri ” Lagrime in morte di un gatto” del 1742.
Nella loro abitazione è assidua la frequentazione dell’abate Giuseppe Parini  che diviene nel 1763 il precettore dell’unico loro figlio maschio Giovanni Carlo. 

## Riconoscimenti
Nel 1769 l’imperatrice Maria Teresa d’Austria le concede un vitalizio di centocinquanta fiorini.

## Scritti
Ha pubblicato 3 libri. Una copiosa raccolta  delle sue poesie era conservata presso il milanese Carlo Tanzi. di molte se ne sono perse le tracce. 
Le seguenti sono edite nella raccolta di  Domenico Balestrieri
- La Checca Bicetta[13]
- Altri canti le capre, altri le agnelle[14][15]
- Tutti que' ...[16]
- In morte di un gatto

testo originale
In morte di un gatto 

CorÏ fÚ, la mia zÈt, incˆ i m'‡ dÏcc

ca l'Ë string‡t ol gat piˆ bËl de tˆcc;

int‡ l‡ zÛ a Mil‡ i Ë tat contrÏcc

che ol gran dolÛr no gh' laga s ̧g‡ i ˆcc. 

A r ̧g‡ tˆcc i carti e tˆcc i scricc,

ol pari in neg ̧ lˆgh mai no ghe fˆcc; i sÚ prodËssi z‡ no i sÏ de dricc: scoltÈ ̧ falÏv, e sa pˆdÏ stÈ sˆcc. 

L ̧ l'Èra spertaiˆl, e lËst drÈ ai racc,

chË tˆcc quancc i tab ̧s de dÏ e de nÚcc

a l' r ̧gatava dÈt e fÚ in d' ̧ tracc.

No s' trÛva pÚ che mai de cr ̧d o cÚcc

l'‡bia rob‡t in c‡, tat l'Èra quacc;

ma per lod‡l scˆgnir‡v Ëss piˆ dÚcc.
traduzione italiana
In morte di un gatto

Uscite di corsa, la mia gente, oggi mi hanno detto

che ha tirato le cuoia il gatto più bello di tutti;

in questo frangente laggi ̆a Milano sono tanto contriti

che il gran dolore non gli lascia asciugare gli occhi.

A rovistare in tutte le carte e in tutti gli scritti,

il pari in nessun luogo mai vi fu;

le sue prodezze già non le sapete direttamente:

ascoltate un tantino, e se potete state asciutti. 

Esso era esperto, e lesto dietro i ratti, perchè

tutti quanti i pertugi giorno e notte frugava dentro e fuori in un tratto. 

Non si trova poi che mai cibo crudo o cotto abbia rubato in casa, tanto era quatto;

ma per lodarlo, bisognerebbe essere più dotti.